# Лунъюй
Лунъюй (ур. Ехэнара Цзинфэнь, оф. Сяодинцзин ; 1868 — 22 февраля 1913) — жена императора Гуансюя, номинального правителя китайской империи Цин с 1875 по 1908 годы, вдовствующая императрица после смерти мужа. Также известна под прозвищем Сицзы.
Родилась в семье цинского военного и его жены монгольского происхождения, приходилась племянницей вдовствующей императрице и фактической правительнице Китая Цыси. В 1889 году была фактически насильно выдана замуж за Гуансюя, приходившегося ей двоюродным братом, поскольку Цыси хотела посредством устройства такого брака ещё больше контролировать Гуансюя и укрепить собственную власть. Перед их свадьбой в Запретном городе произошёл пожар, что посчитали дурным предзнаменованием.
Считается, что она постоянно шпионила за императором и докладывала Цыси о каждом его шаге. Имя «Лунъюй», что означает «благоприятная и процветающая», получила после смерти мужа в 1908 году. Несмотря на то, что перед смертью Цыси завещала никогда не позволять женщине править страной в качестве регентши, последующие три года Лунъюй играла достаточно важную роль в политике империи, будучи уважаемой фигурой, с которой советовались по основным вопросам.
Более всего она известна тем, что от имени своего малолетнего племянника — императора Пу И, подписала в 1911 году отречение от престола, что ознаменовало собой конец правления династии Цин. Умерла бездетной вскоре после Синьхайской революции в возрасте 45 лет.

## Лунъюй в массовой культуре
Как личность, не занимавшая первых ролей в политике, но тесно связанная с именами вдовствующей императрицы Цыси и императоров Гуансюя и Пу И, Лунъюй неоднократно изображалась в посвященных им кинофильмах, в частности:
- 1975 — «Вдовствующая императрица» (реж. Ли Ханьсян) — Айви Лин По, премия Golden Horse за «лучшую женскую роль второго плана».
- 1976 — «Последняя буря» (реж. Ли Ханьсян) — Айви Лин По
- 1987 — «Последний император» (реж. Бернардо Бертолуччи) — Сун Хуайкуэй
- 2011 — «1911» (реж. Джеки Чан, Чжан Ли) — Джоан Чэнь